# Neuville-Day
 Neuville-Day  là một xã ở tỉnh Ardennes, thuộc vùng Grand Est ở phía bắc nước Pháp.